# Малија
Малија (грч. Μάλια) је обални град у округу Ираклион на југу Грчке. Налази се на острву Крит, 34 километара источно од Ираклиона. Према попису из 2011. било је 3.224 становника. Туристичка је атракција, првенствено због свог значајног археолошког налазишта и ноћног живота.